# Brunel University
Brunel University er et universitet i det vestlige London i Storbritannien. 
Det blev oprettet som Acton Technical College i Acton. I 1957 blev det bestemt at højskolen skulle deles i to enheder, med Acton Technical College som en uddannelsesinstitution for teknikere og håndværkere, og Brunel College of Technology, med navn efter ingeniøren Isambard Kingdom Brunel, som et sted for teknologer. I 1961 fik det status som College of Advanced Technology, og det blev bestemt at Brunel College skulle udvides på en ny campus. Uxbridge i Hillingdon blev valgt, og allerede før byggelsen havde begyndt blev det, den 1. april 1962, bestemt at det skulle få ændret status. Det fik navnet Brunel College of Advanced Technology, som det tiende lærested i landet med sådan status. Det var også det sidste som fik denne status.